# 보성여자중학교 (서울)
보성여자중학교(保聖女子中學校)는 대한민국 서울특별시 용산구 용산동2가에 있는 사립 중학교이다.

## 학교 연혁
- 1907년 9월 25일 : 위대모(놀만 오 휘드모아) 목사, 노세영(씨릴 로스) 박사, 사락스(새록스) 박사 등 미국 기독교 북장로회 선교사와 양전백 목사, 이성삼 장로 등의 중지를 모아 본교 설립
- 1907년 10월 10일 : 교명을 보성 여학교라 칭하고 평북 선천읍에서 개교, 초대 교장으로 미국인 선교사 최미례(루이 주이스) 여사 임명
- 1939년 3월 31일 : 신사 참배 문제로 선교회에서 손을 떼고 평북, 의산, 용천 등 3개 노회로 경영
- 1942년 4월 : 일제 탄압으로 3개 노회 경영권이 박탈되고 노정린, 백영덕, 이창덕 등이 인계하여 선천여자 상업학교로 교명을 개칭
- 1945년 8월 : 공산정권에 의하여 폐쇄
- 1950년 4월 29일 : 한경직 목사, 백영업 목사, 이영찬 등 동창들 서울에 재건
- 1950년 6월 : 한경직 목사 이사장으로 추대되고 김양선 목사 초대 교장으로 임명
- 1950년 6월 25일 : 한국 동란으로 부산으로 피난 경영
- 1952년 12월 9일 : 중학교 학년 당 2학급씩 전학급 6학급과 고등학교 학년당 1학급씩 전학급 3학급으로 인가(문보 제1509호)
- 1953년 9월 : 정부 서울 환도에 따라 서울 영락교회 부속건물을 임시교사로 경영
- 1955년 4월 1일 : 현 소재지(용산구 용산동 2가 1-1123)에 가교사를 건축하여 이전
- 1958년 10월 9일 : 제1교사(본관) 낙성(연와조 3층, 연 703.44평)
- 1967년 7월 30일 : 제2교사(신관) 낙성
- 1970년 3월 2일 : 제3교사(과학관) 낙성(연 893.8평)
- 1980년 8월 18일 : 체육관 준공(철근 스래브, 연 576.2평)
- 1982년 11월 12일 : 본관 증축, 대강당 준공(1840석)
- 1984년 12월 7일 : 생활관 준공(철근 스래브 연와조, 연 317.25평)
- 2011년 10월 10일 : 학생식당(만나관) 준공
- 2019년 3월 1일 : 중학교 1학년 4학급과 2, 3학년 5학급씩 전학급 14학급
- 2019년 3월 1일 : 제12대 한철형 교장 취임
- 2021년 1월 12일 : 제97회 졸업식(졸업생 96명, 누계 25,683명)

## 참고 자료
- 보성여자중학교 - 한국교육학술정보원 학교알리미

## 사건사고
1970년 10월 17일 인창고등학교 2학년 학생(430명)과 보인상업고등학교(185명) 및 보성여자고등학교(110명) 등의 서울 시내 3개 고등학교 학생과 교사를 태우고 청량리역을 떠나 제천역으로 가던 6량 단위의 제 77호 보통열차가 원주역을 통과한 지 얼마 안 되어 사고 지점인 삼광터널을 지나가다가 석탄과 목재를 싣고 가던 화물열차와 충돌하여 학생 10명과 인창고교 교감 및 교사 2명, 동행 사진사 1명 등 14명이 사망하고 59명이 중경상을 입었다. 3일 전에 발생한 모산 수학여행 참사 때문에 문교부에서 "모든 수학여행은 열차로 이동하라" 는 지시를 내린 바로 뒷날에 발생한 참사로, 한동안 이 참사 때문에 전국적으로 수학여행 자체가 금지되는 사태가 일어나기도 했다.